# Улица Скульптора Мухиной
У́лица Ску́льптора Му́хиной — улица в районе Ново-Переделкино (Западный административный округ, Москва).

## Происхождение названия
Улица названа в 1989 году в честь известного советского скульптора Веры Игнатьевны Мухиной (1889—1953).

## Расположение, застройка
Эта идеально прямая улица расположена между улицами Чоботовской и Федосьино, параллельно Боровскому шоссе и Лукинской улице. Пересекается улицей Шолохова. Нумерация домов ведётся от Чоботовской улицы. По обеим сторонам улицы Скульптора Мухиной расположены типовые многоэтажные (от 14 до 22 этажей) дома.

## Организации
По правой (чётной) стороне в первых этажах домов и в отдельных строениях находятся магазины: универсамы «Пятёрочка» (д. 4), «Авоська» (д. 6), «Перекрёсток» (д. 12), автомобильный магазин «Русь» (д. 8), отделение Сбербанка России (д. 10к1) и др. Имеются взрослая поликлиника № 70 (д. 14) и детская поликлиника № 144 (д. 14к1). В последних строениях по правой стороне находятся многоэтажный паркинг с автосервисом (д. 18) и автомойка (д. 18с1).

## Транспорт

### Метро
- Ближайшие станции метро — «Новопеределкино» и «Рассказовка»

### Автобусы
| с217: | Новоорловская улица • Новопеределкино • Переделкино • Лазенки                                                                        |
| с258: | 5-й микрорайон Солнцева • Солнцево • Боровское шоссе • Улица Федосьино                                                               |
| 259:  | Крылатское • Крылатское • Молодёжная • Сетунь (→) • Рабочий Посёлок • Говорово • Боровское шоссе • Новопеределкино • Улица Федосьино |
| 296:  | Рассказовка • Новопеределкино • Переделкино • Посёлок Переделкино                                                                    |
| 507:  | Рассказовка • Новопеределкино • Новопеределкино • Саларьево                                                                          |
| 767:  | Улица Федосьино • Новопеределкино • Боровское шоссе • Говорово • Тютчевская • Тёплый Стан                                            |

«→» — остановки проходятся только при движении в прямом направлении; «←» — остановки проходятся только при движении в обратном направлении.